# توپولف ای‌ان‌تی-۱۶
توپولف ای‌ان‌تی-۱۶ (به انگلیسی: Tupolev ANT-16) یک هواگرد ساختِ کارخانهٔ توپولف در کشور اتحاد جماهیر شوروی سوسیالیستی است. نخستین استفاده‌کنندهٔ این هواپیما اتحاد جماهیر شوروی سوسیالیستی بوده‌است. این هواگرد برای نخستین بار در ۳ ژوئیه ۱۹۳۳ میلادی مورد استفاده قرار گرفت.